# Variação solar

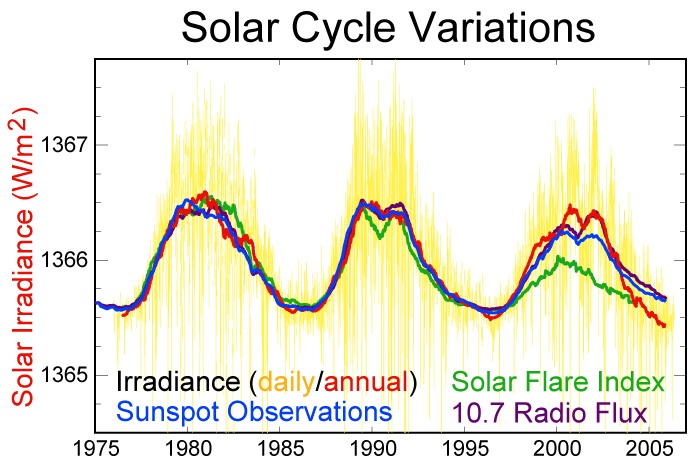
Variação na atividade solar nas últimas três décadas.

Variações solares referem-se às mudanças periódicas de radiação solar e sua distribuição espectral. Há vários componentes periódicos nestas variações, o principal sendo o ciclo solar de 11 anos, bem como flutuações aperiódicas.